# Pseudoampharete tentaculata
Pseudoampharete tentaculata är en ringmaskart som beskrevs av Hartmann-Schröder 1960. Pseudoampharete tentaculata ingår i släktet Pseudoampharete och familjen Terebellidae. Inga underarter finns listade i Catalogue of Life.